# Vaginální kandidóza

Candida albicans tvořící biofilm

Vaginální kandidóza je velmi častá infekce způsobená převážně kvasinkou Candida albicans. Je pro ni typické svědění, pálení, bolest a zčervenání pochvy a vulvy. Je také často doprovázena bílým hrudkovitým výtokem bez zápachu. Až 75 % žen se za život alespoň jednou setká s kvasinkovou infekcí pochvy, nejčastěji během těhotenství. Kvasinky jsou běžnou součástí komenzální mikroflóry až 20 % zdravých žen. Ačkoli léčba primární infekce pomocí antimykotik je často úspěšná, u 5-8 % žen dochází k opakovanému návratu této nemoci (čtyřikrát až vícekrát za rok).
Možnými příčinami vzniku tohoto onemocnění může být užívání estrogenové hormonální antikoncepce, hormonální terapie, užívání antibiotik, narušení vaginální mikroflóry a neléčený diabetes mellitus.

## Imunopatogeneze
První teorií je, že symptomy tohoto onemocnění nejsou způsobeny samotnou kvasinkou Candida albicans, nýbrž hromaděním neutrofilů ve vagíně. Právě přítomnost neutrofilů hraje rozdíl v tom, zda výsledkem přítomnosti kvasinek na mukózním povrchu vagíny bude komenzální kolonizace bez příznaků, nebo onemocnění doprovázené typickými příznaky. Vaginální kandidózy by tedy měly být výsledkem jasného imunopatologického poškození, kdy imunitní systém hostitele reaguje na přítomnost kvasinky.
Druhá teorie říká, že poškození tkáně je způsobeno spíše hyfami rodu Candida, než infiltrací neutrofilů. Imunopatologická odpověď by podle této teorie měla být spuštěna citlivostí vaginálního epitelu k hyfám, kdy ženy náchylné k této chorobě reagují na přítomnost hyf vznikem masivního zánětu a ženy k onemocnění nenáchylné by měly být méně citlivé k propuknutí tohoto onemocnění, nebo u nich ke vzniku onemocnění nedojde vůbec.
Na patogenezi mají vliv rovněž virulentní faktory samotné Candida albicans, mezi které patří například morfologická přeměna kvasinky v hyfu (například při zvýšeném pH a hladině estrogenu), geny regulující přichycení kvasinky na vaginální mukózu a tvorba biofilmů. Dále se na patogenezi podílí candidalysin, což je cytolytický peptid podílející se na poškozování epiteliálních buněk. Hyfy interagují s epiteliálními buňkami a dochází k produkci candidalysinu. Kvasinky jsou rozpoznány pomocí PRR (TLR4 a SIGNR1). Výsledkem této signalizace je produkce prozánětlivých cytokinů, alarminu S100A8, Il-1β, což má za následek migraci neutrofilů do tohoto místa. Aktivované neutrofily v pochvě produkují další cytokiny, čímž dochází k pozitivní zpětné vazbě a chemotaxi ještě většího množství neutrofilů. Aktivované neutrofily nejsou schopny kvasinky zlikvidovat, později umírají, dojde k vylití obsahu jejich granul a v pochvě dochází ke vzniku chronického zánětu.
Dříve se myslelo, že náchylnost k onemocnění vaginální kandidózou je způsobena defekty v adaptivní imunitě. Ovšem studie nezjistily žádné humorální nebo buněčné deficity a také nebylo zjištěno, že by byla vyšší prevalence u HIV pozitivních žen se sníženým počtem Th lymfocytů.
Protektivní účinek mají vaginální epiteliální buňky, které slouží jako primární ochrana a přímým kontaktem s Candida albicans přes receptor annexin A1 mohou inhibovat růst kvasinky, bránit poškození tkáně a podpořit její komenzální způsob života bez symptomů.
Proteoglykan heparan sulfát navozuje u neutrofilů stav anergie. Je to kompetitivní ligand pro Mac-1 nacházející se na neutrofilech, takže neutrofily po navázání heparan sulfátu na Mac-1 již nejsou schopny vázat PRA1 na Candida albicans a ničit ji pomocí neutrofilových extracelulárních pastí.

## Diagnostika
Diagnostika tohoto onemocnění je velmi důležitá, protože podobné symptomy mohou být způsobeny infekčními i neinfekčními agens. Podobné příznaky má například bakteriální infekce, která se léčí antibiotiky, nebo infekce parazity. Také je zásadní vyloučit přítomnost cizích těles v pochvě (zvláště u dětí). U dětí je také potřeba vyloučit sexuální zneužívání, protože až u 5 % dívek před pubertou majících vaginální výtok bylo zjištěno sexuální zneužívání. Gynekologické příznaky podobného rázu jako kandidóza může mít také psoriáza a ekzém.
Pro přesnou diagnostiku se odebere stěr vaginálního sekretu na laterální stěně sliznice pochvy pomocí šroubovitého pohybu suchým tampónem. Přímo v ordinaci může být diagnóza stanovena podle přítomnosti bílého hrudkovitého výtoku, vzhledem připomínajícího tvaroh, který je typický pro kvasinkovou infekci. Pacient si dále může stěžovat na pálení při močení, když moč přijde do kontaktu s vulvou.

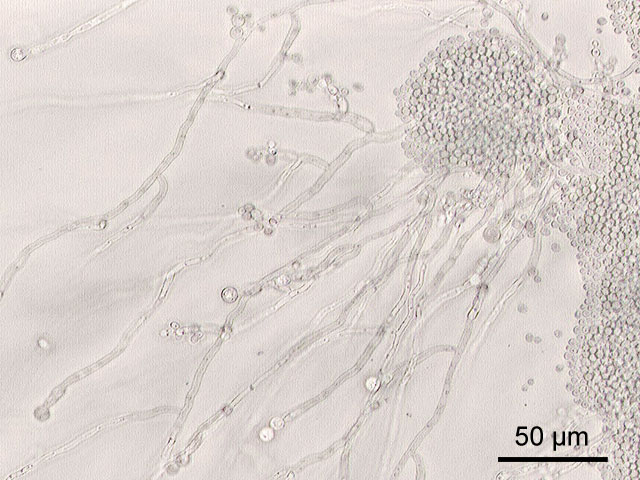
Candida albicans

K určení kvasinkové infekce můžeme použít metody přímé a nepřímé diagnostiky.

### Přímá diagnostika
Tato metoda je založena na důkazu houbových buněk nebo jejich částí. Příkladem je mikroskopické vyšetření, které poskytuje rychlý výsledek. Preparáty k tomuto vyšetření se připravují barvením (nejčastěji Gramovým barvením), nebo se také mohou zalít roztokem 10% KOH. Metoda využívající roztok KOH má ovšem jen 50% citlivost. Další možností je kultivace, která je nejpoužívanější. Kultivace se využívá k určení citlivosti různých kmenu Candida k terapii. Kvasinky jsou sice nenáročné na živiny, na půdách ovšem rostou pomaleji než naprostá většina bakterií, takže tato metoda diagnostiky je pomalejší. Další novou možností diagnostiky je testování přítomnosti kvasinkové DNA. Tato metoda je citlivější než kultivace, ovšem je méně specifická.

### Nepřímá diagnostika
Tato diagnostika je založena na průkazu antifungálních protilátek. Detekce těchto protilátek není moc významnou metodou, protože proti původcům mykóz se uplatňuje zejména buněčný typ imunity. Nevýhodou ovšem je, že protilátky proti kvasinkám mohou být detekovatelné i u zdravých jedinců jako důsledek komenzální mikroflóry žijící na sliznicích.

## Léčba
Toto onemocnění nelze trvale vyléčit. I po léčbě se s ním mnoho žen ještě někdy během života setká a u 5-8 % žen dochází k chronickému průběhu onemocnění, kdy je potřeba užívat volně dostupné léky až čtyřikrát a vícekrát za rok. Při prvním, či opakovaném výskytu tohoto onemocnění je možné si koupit léčivo bez předpisu, nebo na předpis od lékaře. Léčba trvá často v rozmezí 1 až 7 dnů v závislosti na typu léku. U imunosuprimovaných pacientů a pacientů s diabetes mellitus se při nezlepšení příznaků odebere vzorek vaginálního sekretu a je kultivován na přítomnost Candida albicans. Antimykotika se dělí do několika skupin podle své účinné látky a také podle toho, zda působí lokálně, nebo systémově. Lokálně se užívají vaginální krémy nebo vaginální tablety.
Tabulka č.1: Azoly
| Účinná látka | Komerční název                                                            |
| ------------ | ------------------------------------------------------------------------- |
| Klotrimazol  | Candibene, Candimax, Canesten, Clotrimazol AL, Clotrimazol HBF, Jenamazol |
| Ekonazol     | Gyno-Pevaryl                                                              |
| Fentikonazol | Lomexin                                                                   |
| Mikonazol    | Klion D                                                                   |

Tabulka č.2: Polyeny
| Účinná látka | Komerční název                          |
| ------------ | --------------------------------------- |
| Nystatin     | Fungicidin, Macmiror complex, Polygynax |
| Natamycin    | Pimafucin                               |

Tabulka č.3: Hydroxy-pyridony
| Účinná látka      | Komerční název |
| ----------------- | -------------- |
| Ciklopiroxol amin | Dafnegin       |

Azoly inhibují syntézu ergosterolu, jenž je součástí buněčné membrány hub. Nejčastěji užívaným typem lokálního antimykotika ze skupiny azolů je klotrimazol. Polyeny mají nejširší spektrum účinku. Jejich mechanismus účinku spočívá v tom, že se vážou na ergosterol a narušují tím permeabilitu plazmatické membrány hub. Hydroxy-pyridony účinkují na široké spektrum hub a také na grampozitivní koky. Mění permeaabilitu plazmatické membrány a narušují tím transport proteinů do buňky. Léčba antimykotiky trvá delší dobu než léčba antibiotiky a je tedy i nákladnější.

## Prevence
Kvůli omezenému množství dostupných antimykotik, jejich vedlejším účinkům a častému výskytu rezistence k těmto lékům je třeba vyvinout nový způsob léčby. Jedním takovým by se mohlo stát preventivní očkování, ovšem doposud se nepovedlo naleznout účinnou vakcínu. Prozatím bylo testováno očkování živými oslabenými kmeny kvasinek, rekombinantními proteiny a glykokonjugáty.
Další možností prevence by mohlo být užívání probiotik, to ovšem není prozatím jasně dokázáno. V normální vaginální mikroflóře se totiž vyskytují kmeny bakterie Lactobacillus, které na sliznici tvoří bariéru bránící uchycení patogenů.
V prevenci je také důležité, že vaginální kandidóza mohla způsobit vrozené kandidózy u novorozenců.